# Nilutamide
Nilutamide è un farmaco orale antiandrogeno utilizzato principalmente per trattare il cancro alla prostata. Il nilutamide blocca i recettori per gli androgeni, prevenendo così l'iterazione con il testosterone.